# Timóteo de Éfeso
Timóteo (em grego:  Τιμόθεος - Timótheos, que significa "honrando a Deus" ou "honrado por Deus") foi um bispo cristão do século I que morreu por volta do ano 80 d.C. O Novo Testamento indica que Timóteo esteve com Paulo de Tarso, seu mentor, durante as viagens missionárias que empreendeu. É considerado o destinatário das Epístolas a Timóteo e consta da lista dos Setenta Discípulos.

## Vida

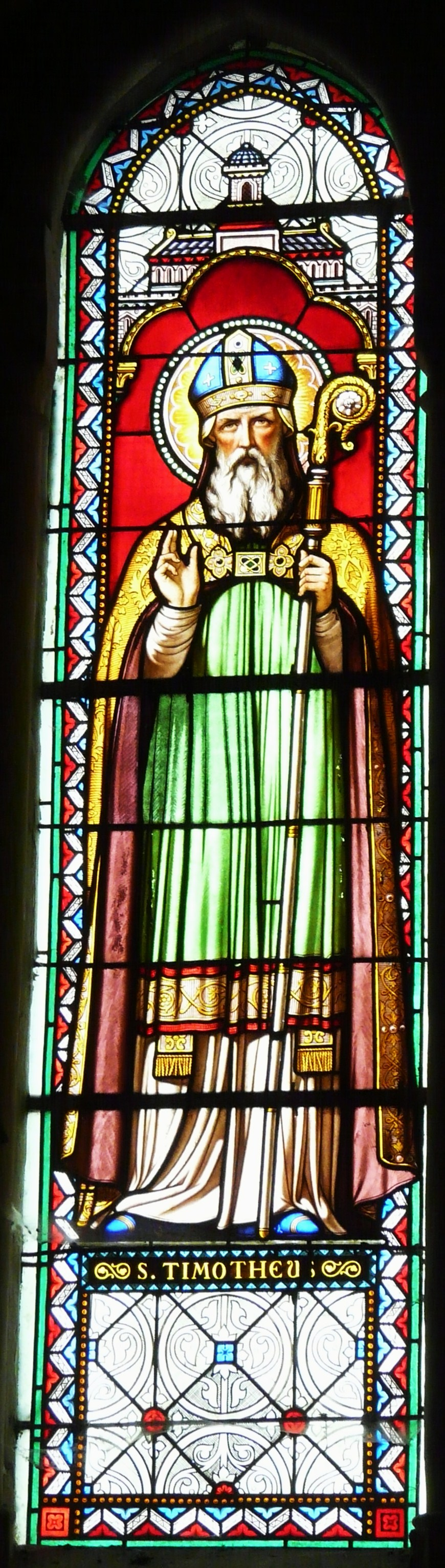
Vitral de Timóteo

Timóteo é mencionado na Bíblia durante a segunda visita de Paulo à Listra, na Anatólia, como sendo um "discípulo"[nota a], "filho de uma judia crente, mas de pai grego". Paulo então decidiu tomá-lo como seu companheiro de viagem, circuncidando-o antes para garantir sua aceitação pelos judeus convertidos (veja controvérsia da circuncisão)[nota a]. De acordo com McGarvey, Paulo realizou a operação "com suas próprias mãos". Timóteo foi então ordenado[nota b] e seguiu com Paulo em suas viagens através da Frígia, Galácia, Mísia, Tróas, Filipos, Bereia e Corinto.
Sua mãe, Eunice, e sua avó, Loide (Lois), são também citadas como eminentes por sua piedade e fé[nota c], o que indica que também devem ter sido cristãs. Dado o seu conhecimento das Escrituras, Timóteo foi elogiado por Paulo, a quem parece ter sido apresentado ainda na infância[nota d]. Pouco se sabe sobre o pai, exceto que era grego[nota a].
De acordo com uma tradição posterior, Paulo consagrou Timóteo como bispo de Éfeso no ano 65, um cargo que Timóteo teria servido por 15 anos.[carece de fontes?] No ano 80 (ou 97, segundo outras fontes), Timóteo tentou impedir uma procissão pagã e, em resposta, os pagãos, furiosos, atacaram-no, arrastaram-no pelas ruas e apedrejaram-no. No século IV, suas relíquias foram transferidas para a Igreja dos Santos Apóstolos em Constantinopla.[carece de fontes?]

## Veneração
Timóteo é venerado como um apóstolo, santo e mártir. A Igreja Católica o comemora juntamente com Tito em 26 de janeiro. E os dois e mais Silas são comemorados pelos luteranos também nesta data.